# Cause-de-Clérans

Cause-de-Clérans este o comună în departamentul Dordogne din sud-vestul Franței. În 2009 avea o populație de 322 de locuitori.

## Evoluția populației
| An        | 1975 | 1982 | 1990 | 1999 | 2006 | 2009 |
| --------- | ---- | ---- | ---- | ---- | ---- | ---- |
| Populație | 277  | 248  | 278  | 310  | 313  | 322  |